# Rodrigo Ruiz
Rodrigo Ruiz Zárate (14 d'abril de 1923 - 5 de maig de 1999) fou un futbolista mexicà.

## Selecció de Mèxic
Va formar part de l'equip mexicà a la Copa del Món de 1950.